# Hermies British Cemetery
Hermies British Cemetery is een Britse militaire begraafplaats met gesneuvelden uit de Eerste Wereldoorlog, gelegen in de Franse gemeente Hermies (departement Pas-de-Calais). De begraafplaats ligt aan de Rue Saint-Michel op ruim 400 m ten zuidwesten van het centrum (Église Notre-Dame). Ze heeft een trapeziumvormig grondplan met een oppervlakte van 731 m² en wordt omsloten door een bakstenen muur. Een metalen hekje tussen witte stenen zuilen vormt de toegang. Het Cross of Sacrifice staat centraal bij de zuidelijke muur. De begraafplaats wordt onderhouden door de Commonwealth War Graves Commission. 
Er worden 109 doden herdacht waaronder 2 niet geïdentificeerde. 
Aan de overkant van de weg ligt de Hermies Hill British Cemetery.

## Geschiedenis
Hermies werd op de ochtend van 9 april 1917 na een verrassingsaanval door de 2nd en 3rd Australian Infantry Battalions ingenomen. Tijdens het Duitse lenteoffensief werd het dorp op 22 maart 1918 door de 17th Division verdedigd maar de volgende dag geëvacueerd. In september 1918 werd het door de Britten heroverd. De begraafplaats werd tussen april en december 1917 aangelegd door gevechtseenheden en veldhospitalen. 
Onder de geïdentificeerde slachtoffers zijn er 81 Britten en 26 Australiërs. Eén Brit wordt met een Special Memorial herdacht omdat zijn graf niet meer gelokaliseerd kon worden en men neemt aan dat hij onder een naamloze grafzerk ligt. Acht andere gesneuvelden worden eveneens met een Special Memorial herdacht. Zij worden wel individueel vermeld maar men weet niet wie precies onder welke grafzerk ligt.

## Graven

### Onderscheiden militairen
- Roland Boys Bradford, brigade-generaal bij de General Staff werd onderscheiden met het Victoria Cross en het Military Cross (VC, MC). Zijn broers, onderluitenant James Barker Bradford (MC) en luitenant-commander George Nicholson Bradford (VC) sneuvelden ook in deze oorlog en liggen respectievelijk begraven in Duisans British Cemetery en de Stedelijke begraafplaats van Blankenberge.
- sergeant E. Crombie en de soldaten J.M. Buchanan en A. Garside werden onderscheiden met de Military Medal (MM).

### Minderjarige militair
- Law Anderson, soldaat bij de King's Own Scottish Borderers was 17 jaar toen hij op 23 augustus 1917 sneuvelde.

### Alias
- soldaat James Herbert Davenport diende onder het alias J.H. Sheenan bij de Australian Infantry, A.I.F..